# Liga Juvenil de la UEFA 2019-20
La Liga Juvenil de la UEFA 2019-20 es la 7ª edición de la competición. Se disputa desde el 17 de septiembre del 2019 y finalizará el 25 de agosto de 2020. La competición se compone de los equipos juveniles de los 32 clubes que lograron su clasificación para la fase de grupos de la Liga de Campeones de la UEFA 2019-20 y 32 clubes que representaron a los campeones nacionales de las 32 federaciones con mejor ranking.
Después de los octavos de final, la competencia se pospuso indefinidamente debido a la pandemia de COVID-19 en Europa. El torneo final que consiste en las semifinales y la final, originalmente programado para jugarse los días 17 y 20 de abril de 2020 en el Estadio Colovray en Nyon, Suiza, se pospuso oficialmente el 18 de marzo de 2020. El 17 de junio de 2020, la UEFA anunció que los partidos restantes, incluidos dos partidos de octavos de final, cuartos de final, semifinales y final, se jugarán entre el 16 y el 25 de agosto en el Estadio Colovray en Nyon, Suiza, a puerta cerrada.
El actual campeón defensor fue el Porto, pero fue eliminado en los play-offs.
Para esta edición, son elegibles los jugadores que nacieron luego del 1 de enero de 2001.

## Distribución de equipos por Asociaciones
Un total de sesenta y cuatro equipos participaron en la Liga Juvenil de la UEFA 2019–20, procedentes de los equipos matrices pertenecientes a las asociaciones de la UEFA con competición propia de liga. Por quinta vez, se dividió en dos rutas el acceso a las fases finales, la ruta de los equipos de la Liga de Campeones y la ruta de los Campeones Nacionales.
Los campeones nacionales de las 32 federaciones con mejor ranking según el coeficiente de las federaciones de la UEFA 2018, tienen la posibilidad de ser partes de la Liga Juvenil de la UEFA, usando el mismo ranking que se utilizó para decidir el acceso de los equipos a la Liga de Campeones de la UEFA y Liga Europa de la UEFA 2019/20.
|                             |                             | Equipos que entran en esta fase                                                  | Equipos que provienen de la fase anterior                          |
| --------------------------- | --------------------------- | -------------------------------------------------------------------------------- | ------------------------------------------------------------------ |
| Primera fase (32 equipos)   | Primera fase (32 equipos)   | - 32 equipos campeones de su federación                                          |                                                                    |
| Segunda fase (16 equipos)   | Segunda fase (16 equipos)   |                                                                                  | - 16 ganadores de la primera fase                                  |
| Fase de grupos (32 equipos) | Fase de grupos (32 equipos) | - 32 equipos que participan en la fase de grupos de la Liga de Campeones 2016-17 |                                                                    |
| Play off (16 equipos)       | Play off (16 equipos)       |                                                                                  | - 8 ganadores de la segunda fase - 8 segundos de la fase de grupos |
| Fase final (16 equipos)     | Fase final (16 equipos)     |                                                                                  | - 8 primeros de la fase de grupos - 8 ganadores de la eliminatoria |

## Equipos
Los sesenta y cuatro equipos pertenecientes a 41 de las 55 asociaciones miembro de la UEFA se dividieron en dos secciones.
- El equipo juvenil de los treinta y dos clubes que clasificaron a la fase de grupos de la Liga de Campeones de la UEFA 2019-20 entraron a la Ruta de la Liga de Campeones de la UEFA. Si hubiera una vacante (algún equipo juvenil que no quisiera entrar), se llenaría con otro equipo definido por la UEFA.
- Los equipos juveniles de los Campeones Nacionales de las treinta y dos asociaciones de acuerdo con el coeficiente por nación de la UEFA 2018, entraron a la Ruta de los Campeones Nacionales. Si hubiera una vacante (asociaciones sin ningún campeón nacional a nivel juvenil o que su campeón nacional a nivel juvenil ya esté incluido en la Ruta de la Liga de Campeones de la UEFA) se podría llenar primero con el campeón defensor de la edición anterior si es que no estuviera clasificado ya, o sino por el campeón nacional juvenil de la siguiente asociación del ranking de la UEFA.

### Reglas de clasificación
Los equipos se clasifican según los puntos obtenidos en la fase de grupos (3 puntos por ganar, 1 punto por empatar y 0 puntos por perder), si algún equipo está empatado con otro a puntos, se aplicarán unos criterios de desempate, en el siguiente orden para determinar quien quedará por encima (Reglamento UEFA para la Liga de Campeones de la temporada 2019-20):
1. Puntos logrados en los enfrentamientos directos entre ambos clubes.
2. Diferencia de goles en los enfrentamientos directos entre ambos clubes.
3. Goles marcados en los enfrentamientos directos entre ambos clubes.
4. Goles como visitante marcados en los enfrentamientos directos entre ambos clubes.
5. Si más de dos equipos están empatados y después de aplicar estos criterios de enfrentamientos directos, un subconjunto de equipos aun siguen empatados, se volverán a emplear dichos criterios exclusivamente a este subconjunto de equipos.
6. Diferencia de goles en todos los partidos del grupo.
7. Goles marcados en todos los partidos del grupo.
8. Goles como visitante marcados en todos los partidos del grupo.
9. Victorias en todos los partidos del grupo.
10. Victorias como visitante en todos los partidos del grupo.
11. Puntos de disciplina (tarjeta roja: 3 puntos, tarjeta amarilla: 1 punto, expulsión por doble amarilla en un encuentro: 3 puntos).
12. Coeficiente de la UEFA para los clubes.

## Competición

### Ruta de la Liga de Campeones de la UEFA
Los 32 clubes que participaron en la Liga de Campeones de la UEFA 2019/20, fueron representados en la Liga Juvenil de la UEFA 2019-20 por jugadores sub-19, compitiendo en grupos con la misma configuración y calendario que la competición absoluta, obteniendo los ocho campeones de grupo pase directo a octavos de final. Los ocho segundos disputaron una fase adicional de play off.
Los partidos se disputaron el 17–18 de septiembre, 1–2 de octubre, 22–23de octubre, 5–6 de noviembre, 26–27 de noviembre y 10–11 de diciembre, coincidiendo con las fechas de la Liga de Campeones de la UEFA 2019/20.

### Grupo A
| Pos. | Equipo              | Pts. | PJ | G | E | P | GF | GC | Dif. | Clasificación    |     | RMA | BRU | PSG | GAL |
| ---- | ------------------- | ---- | -- | - | - | - | -- | -- | ---- | ---------------- | --- | --- | --- | --- | --- |
| 1    | Real Madrid         | 13   | 6  | 4 | 1 | 1 | 16 | 10 | +6   | Octavos de final |     | —   | 3–0 | 6–3 | 2–4 |
| 2    | Brujas              | 10   | 6  | 3 | 1 | 2 | 12 | 9  | +3   | Play offs        |     | 2–2 | —   | 2–0 | 3–2 |
| 3    | Paris Saint-Germain | 6    | 6  | 2 | 0 | 4 | 10 | 15 | −5   |                  |     | 1–2 | 0–4 | —   | 1–0 |
| 4    | Galatasaray         | 6    | 6  | 2 | 0 | 4 | 9  | 13 | −4   |                  | 0–1 | 2–1 | 1–5 | —   |     |

 Fuente: UEFA
Criterios de clasificación: Reglas de clasificación
| 18 de septiembre de 2019 | Brujas                                                 | 3:2 (3:1) | Galatasaray                      | Versluys Arena, Ostende        |                                |
|                          | - De Wolf 6' (pen.) - De Ketelaere 10' - Aelterman 17' | Reporte   | - 20' (pen.) Baltaci - 46' Akgün | Árbitro(s): Sebastian Gishamer | Árbitro(s): Sebastian Gishamer |

| 18 de septiembre de 2019 | Paris Saint-Germain | 1:2 (1:0) | Real Madrid             | Stade Georges Lefèvre, Saint-Germain-en-Laye |                              |
|                          | - Simons 43'        | Reporte   | - 49' Jordi - 50' Dotor | Árbitro(s): Stephan Klossner                 | Árbitro(s): Stephan Klossner |

| 01 de octubre de 2019 | Galatasaray          | 1:5 (0:2) | Paris Saint-Germain                                                            | Necmi Kadıoğlu Stadium, Estambul |                             |
|                       | - Baltaci 49' (pen.) | Reporte   | - 28' Kalimuendo-Muinga - 32' Mbe Soh - 46' Aouchiche - 51' Kapo - 73' Pembele | Árbitro(s): Ivaylo Stoyanov      | Árbitro(s): Ivaylo Stoyanov |

| 01 de octubre de 2019 | Real Madrid                      | 3:0 (2:0) | Brujas | Estadio Alfredo Di Stéfano, Madrid |                        |
|                       | - Latasa 14', 30' - De Frías 88' | Reporte   |        | Árbitro(s): Igor Pajac             | Árbitro(s): Igor Pajac |

| 22 de octubre de 2019 | Galatasaray | 0:1 (0:0) | Real Madrid | Necmi Kadıoğlu Stadium, Estambul |                            |
|                       |             | Reporte   | - 89' Ramón | Árbitro(s): Horatiu Fesnic       | Árbitro(s): Horatiu Fesnic |

| 22 de octubre de 2019 | Brujas                        | 2:0 (1:0) | Paris Saint-Germain | Versluys Arena, Ostende       |                               |
|                       | - Aelterman 25' - Ochieng 67' | Reporte   |                     | Árbitro(s): Krzysztof Jakubik | Árbitro(s): Krzysztof Jakubik |

| 06 de noviembre de 2019 | Paris Saint-Germain | 0:4 (0:1) | Brujas                                             | Stade Georges Lefèvre, Saint-Germain-en-Laye |                           |
|                         |                     | Reporte   | - 12', 54' Aelterman - 62' De Cuyper - 85' Ochieng | Árbitro(s): Antti Munukka                    | Árbitro(s): Antti Munukka |

| 06 de noviembre de 2019 | Real Madrid                     | 2:4 (1:1) | Galatasaray                                                          | Estadio Alfredo Di Stéfano, Madrid |                              |
|                         | - Armenteros 2' - Gutiérrez 65' | Reporte   | - 24' (pen.) Luş - 55' (pen.) Akgün - 86' Yıldırım - 90' Kaan Arslan | Árbitro(s): Stephan Klossner       | Árbitro(s): Stephan Klossner |

| 26 de noviembre de 2019 | Galatasaray                     | 2:1 (1:0) | Brujas        | Necmi Kadıoğlu Stadium, Estambul |                            |
|                         | - Yıldırım 38' - Fettahoglu 75' | Reporte   | - 53' De Wolf | Árbitro(s): Mykola Balakin       | Árbitro(s): Mykola Balakin |

| 26 de noviembre de 2019 | Real Madrid                                                                      | 6:3 (1:1) | Paris Saint-Germain                      | Estadio Alfredo Di Stéfano, Madrid         |                                            |
|                         | - Baeza 6' (pen.) - Dotor 62' - Delgado 65', 68' - Arribas 73' - Rodríguez 90+1' | Reporte   | - 41' (pen.), 49', 52' Kalimuendo-Muinga | Árbitro(s): Antonio Emanuel Carvalho Nobre | Árbitro(s): Antonio Emanuel Carvalho Nobre |

| 11 de diciembre de 2019 | Brujas                               | 2:2 (1:1) | Real Madrid                 | Versluys Arena, Ostende       |                               |
|                         | - De Wolf 27' (pen.) - Lammens 90+5' | Reporte   | - 23' Jordi - 77' Rodríguez | Árbitro(s): Mohammed Al-Hakim | Árbitro(s): Mohammed Al-Hakim |

| 11 de diciembre de 2019 | Paris Saint-Germain | 1:0 (1:0) | Galatasaray | Stade Georges Lefèvre, Saint-Germain-en-Laye |                                   |
|                         | - Makutungu 8'      | Reporte   |             | Árbitro(s): Helgi Mikael Jónasson            | Árbitro(s): Helgi Mikael Jónasson |

### Grupo B
| Pos. | Equipo            | Pts. | PJ | G | E | P | GF | GC | Dif. | Clasificación    |     | BAY | ERB | TOT | OLY |
| ---- | ----------------- | ---- | -- | - | - | - | -- | -- | ---- | ---------------- | --- | --- | --- | --- | --- |
| 1    | Bayern de Múnich  | 14   | 6  | 4 | 2 | 0 | 18 | 2  | +16  | Octavos de final |     | —   | 0–0 | 3–0 | 6–0 |
| 2    | Estrella Roja     | 11   | 6  | 3 | 2 | 1 | 8  | 11 | −3   | Play offs        |     | 1–1 | —   | 2–0 | 2–1 |
| 3    | Tottenham Hotspur | 7    | 6  | 2 | 1 | 3 | 12 | 12 | 0    |                  |     | 1–4 | 9–2 | —   | 1–0 |
| 4    | Olympiacos        | 1    | 6  | 0 | 1 | 5 | 2  | 15 | −13  |                  | 0–4 | 0–1 | 1–1 | —   |     |

 Fuente: UEFA
Criterios de clasificación: Reglas de clasificación
| 18 de septiembre de 2019 | Olympiacos   | 1:1 (1:1) | Tottenham Hotspur | Olympiacos F.C. Training Centre, Atenas |                           |
|                          | - Fekkas 32' | Reporte   | - 10' Parrott     | Árbitro(s): Tihomir Pejin               | Árbitro(s): Tihomir Pejin |

| 18 de septiembre de 2019 | Bayern de Múnich | 0:0     | Estrella Roja | FC Bayern Campus, Múnich    |                             |
|                          |                  | Reporte |               | Árbitro(s): Vitaliy Romanov | Árbitro(s): Vitaliy Romanov |

| 01 de octubre de 2019 | Estrella Roja                 | 2:1 (0:1) | Olympiacos    | Estadio Voždovac, Belgrado  |                             |
|                       | - Mitrović 46' - Pantović 83' | Reporte   | - 28' Liatsos | Árbitro(s): Ondrej Pechanec | Árbitro(s): Ondrej Pechanec |

| 01 de octubre de 2019 | Tottenham Hotspur | 1:4 (1:2) | Bayern de Múnich                              | Tottenham Training Centre, Enfield |                          |
|                       | - Richards 27'    | Reporte   | - 4' Zirkzee - 11', 72' Günther - 62' Mosandl | Árbitro(s): Kevin Clancy           | Árbitro(s): Kevin Clancy |

| 22 de octubre de 2019 | Olympiacos | 0:4 (0:1) | Bayern de Múnich                      | Olympiacos F.C. Training Centre, Atenas |                          |
|                       |            | Reporte   | - 35', 51', 74' Zirkzee - 46' Günther | Árbitro(s): Marius Avram                | Árbitro(s): Marius Avram |

| 22 de octubre de 2019 | Tottenham Hotspur                                                                                       | 9:2 (3:1) | Estrella Roja                           | Tottenham Training Centre, Enfield |                                 |
|                       | - Bennett 3' - Parrott 30', 32', 75' (pen.), 86' - Robson 49' - Etete 82' - White 90+1' - Maghoma 90+3' | Reporte   | - 43' Burmaz - 50' (a.g.) Fagan-Walcott | Árbitro(s): Iwan Arwel Griffith    | Árbitro(s): Iwan Arwel Griffith |

| 06 de noviembre de 2019 | Bayern de Múnich                                                               | 6:0 (1:0) | Olympiacos | FC Bayern Campus, Múnich   |                            |
|                         | - Tillman 43', 81' - Batista Meier 48' (pen.), 72' (pen.) - Johansson 77', 78' | Reporte   |            | Árbitro(s): Peter Kralović | Árbitro(s): Peter Kralović |

| 06 de noviembre de 2019 | Estrella Roja                   | 2:0 (0:0) | Tottenham Hotspur | Estadio Voždovac, Belgrado     |                                |
|                         | - Radulović 69' - Piplića 90+3' | Reporte   |                   | Árbitro(s): Sebastian Gishamer | Árbitro(s): Sebastian Gishamer |

| 26 de noviembre de 2019 | Tottenham Hotspur | 1:0 (0:0) | Olympiacos | Tottenham Training Centre, Enfield |                              |
|                         | - Parrott 57'     | Reporte   |            | Árbitro(s): Peter Kjaesgaard       | Árbitro(s): Peter Kjaesgaard |

| 26 de noviembre de 2019 | Estrella Roja | 1:1 (1:0) | Bayern de Múnich    | Estadio Voždovac, Belgrado  |                             |
|                         | - Lukić 36'   | Reporte   | - 54' Batista Meier | Árbitro(s): Ivaylo Stoyanov | Árbitro(s): Ivaylo Stoyanov |

| 11 de diciembre de 2019 | Bayern de Múnich                             | 3:0 (1:0) | Tottenham Hotspur | FC Bayern Campus, Múnich    |                             |
|                         | - Daniliuc 20' - Arrey-Mbi 50' - Stiller 74' | Reporte   |                   | Árbitro(s): Lawrence Visser | Árbitro(s): Lawrence Visser |

| 11 de diciembre de 2019 | Olympiacos | 0:1 (0:1) | Estrella Roja   | Olympiacos F.C. Training Centre, Atenas |                               |
|                         |            | Reporte   | - 41' Radulović | Árbitro(s): Krzysztof Jakubik           | Árbitro(s): Krzysztof Jakubik |

### Grupo C
| Pos. | Equipo           | Pts. | PJ | G | E | P | GF | GC | Dif. | Clasificación    |     | ATA | ZAG | MCI | SHA |
| ---- | ---------------- | ---- | -- | - | - | - | -- | -- | ---- | ---------------- | --- | --- | --- | --- | --- |
| 1    | Atalanta         | 13   | 6  | 4 | 1 | 1 | 10 | 5  | +5   | Octavos de final |     | —   | 2–0 | 1–0 | 2–2 |
| 2    | Dinamo Zagreb    | 11   | 6  | 3 | 2 | 1 | 6  | 5  | +1   | Play offs        |     | 1–0 | —   | 1–0 | 1–0 |
| 3    | Manchester City  | 7    | 6  | 2 | 1 | 3 | 11 | 8  | +3   |                  |     | 1–3 | 2–2 | —   | 5–0 |
| 4    | Shakhtar Donetsk | 2    | 6  | 0 | 2 | 4 | 5  | 14 | −9   |                  | 1–2 | 1–1 | 1–3 | —   |     |

 Fuente: UEFA
Criterios de clasificación: Reglas de clasificación
| 18 de septiembre de 2019 | Shakhtar Donetsk | 1:3 (1:2) | Manchester City                                | FC Metalist Training Ground, Vysokiy |                                   |
|                          | - Bondarenko 33' | Reporte   | - 18' Bernabe - 27' (a.g.) Kozik - 79' Touaizi | Árbitro(s): Manfredas Lukjancukas    | Árbitro(s): Manfredas Lukjancukas |

| 18 de septiembre de 2019 | Dinamo Zagreb | 1:0 (0:0) | Atalanta | Stadion Hitrec Kacian, Zagreb          |                                        |
|                          | - Karrica 49' | Reporte   |          | Árbitro(s): Aristotelis Diamantopoulos | Árbitro(s): Aristotelis Diamantopoulos |

| 01 de octubre de 2019 | Atalanta           | 2:2 (1:1) | Shakhtar Donetsk                | Sports Center 'Bortolotti', Bérgamo |                            |
|                       | - Piccoli 45', 71' | Reporte   | - 26' Sudakov - 90+4' Abdulaiev | Árbitro(s): Alexandru Tean          | Árbitro(s): Alexandru Tean |

| 01 de octubre de 2019 | Manchester City             | 2:2 (2:1) | Dinamo Zagreb    | Academy Stadium, Mánchester |                          |
|                       | - Doyle 18' - Bernabé 45+1' | Reporte   | - 27', 80' Šipoš | Árbitro(s): Urs Schnyder    | Árbitro(s): Urs Schnyder |

| 22 de octubre de 2019 | Shakhtar Donetsk        | 1:1 (0:0) | Dinamo Zagreb  | FC Metalist Training Ground, Vysokiy |                               |
|                       | - Bondarenko 50' (pen.) | Reporte   | - 55' Janković | Árbitro(s): Giorgi Kruashvili        | Árbitro(s): Giorgi Kruashvili |

| 22 de octubre de 2019 | Manchester City | 1:3 (1:1) | Atalanta                                   | Academy Stadium, Mánchester  |                              |
|                       | - Poveda 12'    | Reporte   | - 24' Ghislandi - 49' Piccoli - 78' Traoré | Árbitro(s): Miroslav Zelinka | Árbitro(s): Miroslav Zelinka |

| 06 de noviembre de 2019 | Dinamo Zagreb   | 1:0 (0:0) | Shakhtar Donetsk | Stadion Hitrec Kacian, Zagreb |                         |
|                         | - Krizmanić 61' | Reporte   |                  | Árbitro(s): Ümit Öztürk       | Árbitro(s): Ümit Öztürk |

| 06 de noviembre de 2019 | Atalanta             | 1:0 (1:0) | Manchester City | Sports Center 'Bortolotti', Bérgamo |                                 |
|                         | - Piccoli 36' (pen.) | Reporte   |                 | Árbitro(s): Timotheos Christofi     | Árbitro(s): Timotheos Christofi |

| 26 de noviembre de 2019 | Atalanta                       | 2:0 (0:0) | Dinamo Zagreb | Sports Center 'Bortolotti', Bérgamo |                           |
|                         | - Cortinovis 58' - Gyabuaa 61' | Reporte   |               | Árbitro(s): Juri Frischer           | Árbitro(s): Juri Frischer |

| 26 de noviembre de 2019 | Manchester City                                                            | 5:0 (3:0) | Shakhtar Donetsk | Academy Stadium, Mánchester    |                                |
|                         | - Rogers 11' - Dele-Bashiru 23' - Poveda 26' - Touaizi 89' - Bernabé 90+1' | Reporte   |                  | Árbitro(s): Bram Van Driessche | Árbitro(s): Bram Van Driessche |

| 11 de diciembre de 2019 | Shakhtar Donetsk        | 1:2 (0:1) | Atalanta           | FC Metalist Training Ground, Vysokiy |                            |
|                         | - Bondarenko 62' (pen.) | Reporte   | - 20', 53' Piccoli | Árbitro(s): Rade Obrenovič           | Árbitro(s): Rade Obrenovič |

| 11 de diciembre de 2019 | Dinamo Zagreb | 1:0 (1:0) | Manchester City | Stadion Hitrec Kacian, Zagreb |                              |
|                         | - Marin 20'   | Reporte   |                 | Árbitro(s): Georgios Kominis  | Árbitro(s): Georgios Kominis |

### Grupo D
| Pos. | Equipo           | Pts. | PJ | G | E | P | GF | GC | Dif. | Clasificación    |     | JUV | ATM | LEV | LOK |
| ---- | ---------------- | ---- | -- | - | - | - | -- | -- | ---- | ---------------- | --- | --- | --- | --- | --- |
| 1    | Juventus         | 15   | 6  | 5 | 0 | 1 | 17 | 4  | +13  | Octavos de final |     | —   | 2–1 | 4–1 | 1–2 |
| 2    | Atlético Madrid  | 12   | 6  | 4 | 0 | 2 | 11 | 8  | +3   | Play offs        |     | 0–4 | —   | 2–0 | 3–0 |
| 3    | Bayer Leverkusen | 4    | 6  | 1 | 1 | 4 | 6  | 16 | −10  |                  |     | 0–5 | 0–2 | —   | 2–2 |
| 4    | Lokomotiv Moscú  | 4    | 6  | 1 | 1 | 4 | 7  | 13 | −6   |                  | 0–1 | 2–3 | 1–3 | —   |     |

 Fuente: UEFA
Criterios de clasificación: Reglas de clasificación
| 18 de septiembre de 2019 | Bayer Leverkusen             | 2:2 (2:0) | Lokomotiv Moscú           | BayArena, Leverkusen               |                                    |
|                          | - Rüth 4' (pen.) - Scott 15' | Reporte   | - 79' Karev - 88' Ivankov | Árbitro(s): Ivar Orri Kristjansson | Árbitro(s): Ivar Orri Kristjansson |

| 18 de septiembre de 2019 | Atlético Madrid | 0:4 (0:1) | Juventus                                             | Centro Deportivo Wanda, Alcalá de Henares |                             |
|                          |                 | Reporte   | - 18' (pen.) Fagioli - 39' Ahamada - 64', 70' Moreno | Árbitro(s): Erik Lambrechts               | Árbitro(s): Erik Lambrechts |

| 01 de octubre de 2019 | Lokomotiv Moscú           | 2:3 (0:1) | Atlético Madrid                      | Sapsan Arena, Moscú               |                                   |
|                       | - Osnov 89' - Khlynov 90' | Reporte   | - 45+1' Teguia - 68', 90+2' Riquelme | Árbitro(s): Aleksandrs Anufrijevs | Árbitro(s): Aleksandrs Anufrijevs |

| 01 de octubre de 2019 | Juventus                                               | 4:1 (3:0) | Bayer Leverkusen | Juventus Center, Turín  |                         |
|                       | - Sene 16' - Moreno 28' - Fagioli 39' (pen.) - Leo 52' | Reporte   | - 86' Kemper     | Árbitro(s): Enea Jorgji | Árbitro(s): Enea Jorgji |

| 22 de octubre de 2019 | Atlético Madrid                        | 2:0 (0:0) | Bayer Leverkusen | Centro Deportivo Wanda, Alcalá de Henares |                           |
|                       | - Marco Moreno 76' - Bukusu 82' (a.g.) | Reporte   |                  | Árbitro(s): Alain Durieux                 | Árbitro(s): Alain Durieux |

| 22 de octubre de 2019 | Juventus    | 1:2 (0:1) | Lokomotiv Moscú                    | Juventus Center, Turín   |                          |
|                       | - Gozzi 83' | Reporte   | - 29' Petrov - 77' (pen.) Petukhov | Árbitro(s): Duje Strukan | Árbitro(s): Duje Strukan |

| 06 de noviembre de 2019 | Lokomotiv Moscú | 0:1 (0:1) | Juventus       | Sapsan Arena, Moscú      |                          |
|                         |                 | Reporte   | - 36' Petrelli | Árbitro(s): Rauf Jabarov | Árbitro(s): Rauf Jabarov |

| 06 de noviembre de 2019 | Bayer Leverkusen | 0:2 (0:0) | Atlético Madrid             | BayArena, Leverkusen   |                        |
|                         |                  | Reporte   | - 58' Salido - 88' Jeronimo | Árbitro(s): Karim Abed | Árbitro(s): Karim Abed |

| 26 de noviembre de 2019 | Lokomotiv Moscú       | 1:3 (0:0) | Bayer Leverkusen                          | Sapsan Arena, Moscú        |                            |
|                         | - Petukhov 65' (pen.) | Reporte   | - 76' Anapak-Baka - 80', 90+3' Fesenmeyer | Árbitro(s): Boris Marhefka | Árbitro(s): Boris Marhefka |

| 26 de noviembre de 2019 | Juventus                   | 2:1 (0:1) | Atlético Madrid | Juventus Center, Turín         |                                |
|                         | - Moreno 78' - Gozzi 90+4' | Reporte   | - 25' Salido    | Árbitro(s): Bartosz Frankowski | Árbitro(s): Bartosz Frankowski |

| 11 de diciembre de 2019 | Bayer Leverkusen | 0:5 (0:2) | Juventus                                                             | BayArena, Leverkusen      |                           |
|                         |                  | Reporte   | - 40', 90+4' (pen.) Da Graca - 44' Sene - 49' Petrelli - 66' Sekulov | Árbitro(s): Admir Šehović | Árbitro(s): Admir Šehović |

| 11 de diciembre de 2019 | Atlético Madrid                              | 3:0 (0:0) | Lokomotiv Moscú | Centro Deportivo Wanda, Alcalá de Henares |                             |
|                         | - Quintana 73' (pen.) - Ureña 80' - Soto 88' | Reporte   |                 | Árbitro(s): Loukas Sotiriou               | Árbitro(s): Loukas Sotiriou |

### Grupo E
| Pos. | Equipo    | Pts. | PJ | G | E | P | GF | GC | Dif. | Clasificación    |     | LIV | RBS | GEN | NAP |
| ---- | --------- | ---- | -- | - | - | - | -- | -- | ---- | ---------------- | --- | --- | --- | --- | --- |
| 1    | Liverpool | 13   | 6  | 4 | 1 | 1 | 17 | 6  | +11  | Octavos de final |     | —   | 4–2 | 0–1 | 7–0 |
| 2    | Salzburg  | 10   | 6  | 3 | 1 | 2 | 19 | 11 | +8   | Play offs        |     | 2–3 | —   | 1–1 | 7–2 |
| 3    | Genk      | 8    | 6  | 2 | 2 | 2 | 5  | 6  | −1   |                  |     | 0–2 | 0–2 | —   | 3–1 |
| 4    | Napoli    | 2    | 6  | 0 | 2 | 4 | 5  | 23 | −18  |                  | 1–1 | 1–5 | 0–0 | —   |     |

 Fuente: UEFA
Criterios de clasificación: Reglas de clasificación
| 17 de septiembre de 2019 | Napoli        | 1:1 (1:0) | Liverpool     | Stadio Pasquale Ianniello, Frattamaggiore |                                   |
|                          | - Mancino 29' | Reporte   | - 86' Stewart | Árbitro(s): Trustin Farrugia Cann         | Árbitro(s): Trustin Farrugia Cann |

| 17 de septiembre de 2019 | Salzburg      | 1:1 (1:0) | Genk                      | Untersberg-Arena, Grödig             |                                      |
|                          | - Adeyemi 32' | Reporte   | - 80' (pen.) Vandermeulen | Árbitro(s): Kaarlo Oskari Hämäläinen | Árbitro(s): Kaarlo Oskari Hämäläinen |

| 02 de octubre de 2019 | Genk                                                   | 3:1 (0:0) | Napoli        | Luminus Arena Stadium B, Genk |                           |
|                       | - Vandermeulen 51' (pen.) - Cuypers 55' - Németh 90+1' | Reporte   | - 62' Gaetano | Árbitro(s): Daniyar Sakhi     | Árbitro(s): Daniyar Sakhi |

| 02 de octubre de 2019 | Liverpool                                                       | 4:2 (1:1) | Salzburg                        | Langtree Park, Saint Helens    |                                |
|                       | - Larouci 4' - Williams 78' - Jones 82' - Brewster 90+4' (pen.) | Reporte   | - 21' Adeyemi - 63' Affengruber | Árbitro(s): Bryn Markham-Jones | Árbitro(s): Bryn Markham-Jones |

| 23 de octubre de 2019 | Genk | 0:2 (0:1) | Liverpool                        | Luminus Arena Stadium B, Genk   |                                 |
|                       |      | Reporte   | - 22' (pen.) Stewart - 73' Jones | Árbitro(s): Kristoffer Karlsson | Árbitro(s): Kristoffer Karlsson |

| 23 de octubre de 2019 | Salzburg                                                                           | 7:2 (2:1) | Napoli                             | Untersberg-Arena, Grödig     |                              |
|                       | - Šeško 8', 14' - Anselm 46' - Phelipe 47' - Adamu 64' - Sučić 82' - Seiwald 90+2' | Reporte   | - 7' Costanzo - 72' (pen.) Vrikkis | Árbitro(s): Aleksei Matyunin | Árbitro(s): Aleksei Matyunin |

| 05 de noviembre de 2019 | Napoli        | 1:5 (0:3) | Salzburg                                                                     | Stadio Pasquale Ianniello, Frattamaggiore |                             |
|                         | - Gaetano 69' | Reporte   | - 13' Seiwald - 28' Phelipe - 42' Affengruber - 53' (pen.) Sučić - 74' Šeško | Árbitro(s): Dumitri Muntean               | Árbitro(s): Dumitri Muntean |

| 05 de noviembre de 2019 | Liverpool | 0:1 (0:0) | Genk             | Liverpool FC Academy, Liverpool |                             |
|                         |           | Reporte   | - 90+3' Krawczyk | Árbitro(s): Robert Hennessy     | Árbitro(s): Robert Hennessy |

| 27 de noviembre de 2019 | Genk | 0:2 (0:2) | Salzburg                         | Luminus Arena Stadium B, Genk |                            |
|                         |      | Reporte   | - 15' Adeyemi - 20' (pen.) Sučić | Árbitro(s): Nicholas Walsh    | Árbitro(s): Nicholas Walsh |

| 27 de noviembre de 2019 | Liverpool                                                                      | 7:0 (5:0) | Napoli | Liverpool FC Academy, Liverpool |                           |
|                         | - Cain 4' - Jones 18' (pen.), 24', 52' - Dixon-Bonner 22' - Longstaff 27', 63' | Reporte   |        | Árbitro(s): Tihomir Pejin       | Árbitro(s): Tihomir Pejin |

| 10 de diciembre de 2019 | Napoli | 0:0     | Genk | Stadio Pasquale Ianniello, Frattamaggiore |                           |
|                         |        | Reporte |      | Árbitro(s): Zbynek Proske                 | Árbitro(s): Zbynek Proske |

| 10 de diciembre de 2019 | Salzburg                 | 2:3 (2:0) | Liverpool                                      | Untersberg-Arena, Grödig |                        |
|                         | - Sučić 11' - Anselm 24' | Reporte   | - 67' (pen.) Elliott - 79' Hill - 90+3' Bearne | Árbitro(s): Fran Jović   | Árbitro(s): Fran Jović |

### Grupo F
| Pos. | Equipo            | Pts. | PJ | G | E | P | GF | GC | Dif. | Clasificación    |     | MIL | DOR | SLA | BAR |
| ---- | ----------------- | ---- | -- | - | - | - | -- | -- | ---- | ---------------- | --- | --- | --- | --- | --- |
| 1    | Inter de Milán    | 12   | 6  | 4 | 0 | 2 | 15 | 7  | +8   | Octavos de final |     | —   | 4–1 | 4–0 | 2–0 |
| 2    | Borussia Dortmund | 12   | 6  | 4 | 0 | 2 | 12 | 9  | +3   | Play offs        |     | 2–1 | —   | 5–1 | 2–1 |
| 3    | Slavia Praga      | 9    | 6  | 3 | 0 | 3 | 9  | 16 | −7   |                  |     | 4–1 | 1–0 | —   | 0–4 |
| 4    | Barcelona         | 3    | 6  | 1 | 0 | 5 | 8  | 12 | −4   |                  | 0–3 | 1–2 | 2–3 | —   |     |

 Fuente: UEFA
Criterios de clasificación: Reglas de clasificación
| 17 de septiembre de 2019 | Inter de Milán                                                    | 4:0 (1:0) | Slavia Praga | Stadio Ernesto Breda, Sesto San Giovanni |                           |
|                          | - Esposito 29', 58' (pen.) - Oristanio 78' - Vergani 90+1' (pen.) | Reporte   |              | Árbitro(s): Marcel Birsan                | Árbitro(s): Marcel Birsan |

| 17 de septiembre de 2019 | Borussia Dortmund               | 2:1 (0:1) | Barcelona        | Dortmund Training Ground, Dortmund |                              |
|                          | - Reyna 60' - Raschl 70' (pen.) | Reporte   | - 3' Gomes Silva | Árbitro(s): Jørgen Burchardt       | Árbitro(s): Jørgen Burchardt |

| 02 de octubre de 2019 | Slavia Praga               | 1:0 (0:0) | Borussia Dortmund | Na Chvalech, Horni Pocernice |                             |
|                       | - Silva Estevam Aguiar 56' | Reporte   |                   | Árbitro(s): Nejc Kajtazovic  | Árbitro(s): Nejc Kajtazovic |

| 02 de octubre de 2019 | Barcelona | 0:3 (0:1) | Inter de Milán                                 | Estadio Johan Cruyff, San Juan Despí       |                                            |
|                       |           | Reporte   | - 28' Oristanio - 77' Gianelli - 86' Colombini | Árbitro(s): Antonio Emanuel Carvalho Nobre | Árbitro(s): Antonio Emanuel Carvalho Nobre |

| 23 de octubre de 2019 | Slavia Praga | 0:4 (0:0) | Barcelona                                          | Na Chvalech, Horni Pocernice |                            |
|                       |              | Reporte   | - 48', 74' De La Fuente - 51' Mortimer - 60' Jardi | Árbitro(s): Donatas Rumšas   | Árbitro(s): Donatas Rumšas |

| 23 de octubre de 2019 | Inter de Milán                       | 4:1 (2:1) | Borussia Dortmund | Stadio Ernesto Breda, Sesto San Giovanni |                           |
|                       | - Persyn 24' - Fonseca 31', 46', 49' | Reporte   | - 8' Moukoko      | Árbitro(s): Danilo Grujić                | Árbitro(s): Danilo Grujić |

| 05 de noviembre de 2019 | Borussia Dortmund | 2:1 (0:0) | Inter de Milán | Dortmund Training Ground, Dortmund |                               |
|                         | - Knauff 49', 66' | Reporte   | - 61' Vergani  | Árbitro(s): Mohammed Al-Hakim      | Árbitro(s): Mohammed Al-Hakim |

| 05 de noviembre de 2019 | Barcelona                         | 2:3 (1:1) | Slavia Praga                              | Estadio Johan Cruyff, San Juan Despí |                              |
|                         | - De La Fuente 16' - Mortimer 86' | Reporte   | - 41' (pen.) Červ - 56' Kosek - 87' Toula | Árbitro(s): Nathan Verboomen         | Árbitro(s): Nathan Verboomen |

| 27 de noviembre de 2019 | Slavia Praga                                    | 4:1 (2:1) | Inter de Milán | Na Chvalech, Horni Pocernice      |                                   |
|                         | - Silva Estevam Aguiar 32', 41', 49' - Červ 53' | Reporte   | - 29' Fonseca  | Árbitro(s): Trustin Farrugia Cann | Árbitro(s): Trustin Farrugia Cann |

| 27 de noviembre de 2019 | Barcelona                  | 1:2 (1:1) | Borussia Dortmund        | Estadio Johan Cruyff, San Juan Despí |                                   |
|                         | - Fernandez Castellano 17' | Reporte   | - 26' Reyna - 65' Raschl | Árbitro(s): Aleksandrs Anufrijevs    | Árbitro(s): Aleksandrs Anufrijevs |

| 10 de diciembre de 2019 | Borussia Dortmund                        | 5:1 (3:0) | Slavia Praga | Dortmund Training Ground, Dortmund  |                                     |
|                         | - Moukoko 26', 34', 64' - Reyna 39', 59' | Reporte   | - 74' Toula  | Árbitro(s): Vilhjalmur Thorarinsson | Árbitro(s): Vilhjalmur Thorarinsson |

| 10 de diciembre de 2019 | Inter de Milán                        | 2:0 (1:0) | Barcelona | Stadio Ernesto Breda, Sesto San Giovanni |                         |
|                         | - Oristanio 42' - Youte Kinkoue 90+1' | Reporte   |           | Árbitro(s): Enea Jorgji                  | Árbitro(s): Enea Jorgji |

### Grupo G
| Pos. | Equipo     | Pts. | PJ | G | E | P | GF | GC | Dif. | Clasificación    |     | BEN | LYO | RBL | ZEN |
| ---- | ---------- | ---- | -- | - | - | - | -- | -- | ---- | ---------------- | --- | --- | --- | --- | --- |
| 1    | Benfica    | 15   | 6  | 5 | 0 | 1 | 17 | 6  | +11  | Octavos de final |     | —   | 1–2 | 2–1 | 1–0 |
| 2    | Lyon       | 12   | 6  | 4 | 0 | 2 | 13 | 10 | +3   | Play offs        |     | 2–3 | —   | 1–0 | 4–2 |
| 3    | RB Leipzig | 4    | 6  | 1 | 1 | 4 | 5  | 10 | −5   |                  |     | 0–3 | 1–3 | —   | 1–1 |
| 4    | Zenit      | 4    | 6  | 1 | 1 | 4 | 7  | 16 | −9   |                  | 1–7 | 3–1 | 0–2 | —   |     |

 Fuente: UEFA
Criterios de clasificación: Reglas de clasificación
| 17 de septiembre de 2019 | Lyon                                                        | 4:2 (0:1) | Zenit                             | Groupama OL Training Center, Décines-Charpieu |                        |
|                          | - Cherki 48' - Soumare 55' - Thomas 74' - Coly 90+4' (pen.) | Reporte   | - 45+2' Bachinski - 90+1' Kosarev | Árbitro(s): Fedayi San                        | Árbitro(s): Fedayi San |

| 17 de septiembre de 2019 | Benfica                   | 2:1 (1:0) | RB Leipzig | Caixa Futebol Campus, Seixal |                           |
|                          | - Dantas 15' - Araújo 87' | Reporte   | - 52' Holm | Árbitro(s): Zbynek Proske    | Árbitro(s): Zbynek Proske |

| 02 de octubre de 2019 | Zenit                   | 1:7 (0:3) | Benfica                                                                                   | Smena Stadium, San Petersburgo |                              |
|                       | - Simutenkov 75' (pen.) | Reporte   | - 2' Embaló - 15', 52' Gouveia - 20' (pen.) Dantas - 48' Camará - 56' Ramos - 81' Tavares | Árbitro(s): Alexander Harkam   | Árbitro(s): Alexander Harkam |

| 02 de octubre de 2019 | RB Leipzig | 1:3 (1:1) | Lyon                                         | RB-Training Center Cottaweg, Leipzig |                          |
|                       | - Holm 43' | Reporte   | - 31' Coly - 51' (pen.) Cherki - 90+2' Wissa | Árbitro(s): Barbeno Luca             | Árbitro(s): Barbeno Luca |

| 23 de octubre de 2019 | RB Leipzig | 1:1 (1:0) | Zenit          | RB-Training Center Cottaweg, Leipzig |                               |
|                       | - Holm 3'  | Reporte   | - 53' Kravtsov | Árbitro(s): Athanasios Tzilos        | Árbitro(s): Athanasios Tzilos |

| 23 de octubre de 2019 | Benfica             | 1:2 (1:1) | Lyon               | Caixa Futebol Campus, Seixal |                             |
|                       | - Dantas 37' (pen.) | Reporte   | - 9', 90+3' Cherki | Árbitro(s): Alan Mario Sant  | Árbitro(s): Alan Mario Sant |

| 05 de noviembre de 2019 | Zenit | 0:2 (0:0) | RB Leipzig              | Smena Stadium, San Petersburgo |                           |
|                         |       | Reporte   | - 55', 74' Amededejisso | Árbitro(s): Ferenc Karakó      | Árbitro(s): Ferenc Karakó |

| 05 de noviembre de 2019 | Lyon                  | 2:3 (0:2) | Benfica                                 | Groupama OL Training Center, Décines-Charpieu |                              |
|                         | - Dib 57' - Wissa 86' | Reporte   | - 29' Embaló - 35' Morato - 84' Gouveia | Árbitro(s): Roi Reinshreiber                  | Árbitro(s): Roi Reinshreiber |

| 27 de noviembre de 2019 | Zenit                                      | 3:1 (2:0) | Lyon             | Smena Stadium, San Petersburgo |                                |
|                         | - Shamkin 19' - Kosarev 37' - Kravtsov 46' | Reporte   | - 90+2' Da Silva | Árbitro(s): Zaven Hovhannisyan | Árbitro(s): Zaven Hovhannisyan |

| 27 de noviembre de 2019 | RB Leipzig | 0:3 (0:2) | Benfica                         | RB-Training Center Cottaweg, Leipzig |                           |
|                         |            | Reporte   | - 24', 76' Bernardo - 28' Ramos | Árbitro(s): Bojan Pandžić            | Árbitro(s): Bojan Pandžić |

| 10 de diciembre de 2019 | Lyon       | 1:0 (0:0) | RB Leipzig | Groupama OL Training Center, Décines-Charpieu |                           |
|                         | - Duku 54' | Reporte   |            | Árbitro(s): Luis Teixeira                     | Árbitro(s): Luis Teixeira |

| 10 de diciembre de 2019 | Benfica               | 1:0 (0:0) | Zenit | Caixa Futebol Campus, Seixal    |                                 |
|                         | - Odoevski 59' (a.g.) | Reporte   |       | Árbitro(s): Matthew De Gabriele | Árbitro(s): Matthew De Gabriele |

### Grupo H
| Pos. | Equipo   | Pts. | PJ | G | E | P | GF | GC | Dif. | Clasificación    |     | AJA | LIL | CHE | VAL |
| ---- | -------- | ---- | -- | - | - | - | -- | -- | ---- | ---------------- | --- | --- | --- | --- | --- |
| 1    | Ajax     | 11   | 6  | 3 | 2 | 1 | 13 | 7  | +6   | Octavos de final |     | —   | 4–0 | 0–1 | 1–1 |
| 2    | Lille    | 10   | 6  | 3 | 1 | 2 | 7  | 8  | −1   | Play offs        |     | 1–2 | —   | 2–0 | 1–0 |
| 3    | Chelsea  | 6    | 6  | 1 | 3 | 2 | 7  | 9  | −2   |                  |     | 1–1 | 1–1 | —   | 3–3 |
| 4    | Valencia | 5    | 6  | 1 | 2 | 3 | 10 | 13 | −3   |                  | 3–5 | 1–2 | 2–1 | —   |     |

 Fuente: UEFA
Criterios de clasificación: Reglas de clasificación
| 17 de septiembre de 2019 | Chelsea                                      | 3:3 (2:2) | Valencia                                 | Cobham Training Centre, Surrey |                             |
|                          | - Anjorin 13' (pen.), 36' (pen.) - Broja 61' | Reporte   | - 9' Gonzalez Sotos - 23', 84' Koindredi | Árbitro(s): Paul Mclaughlin    | Árbitro(s): Paul Mclaughlin |

| 17 de septiembre de 2019 | Ajax                                                    | 4:0 (3:0) | Lille | Sportpark De Toekomst, Ouder-Amstel |                            |
|                          | - Regeer 4' - Ünüvar 19' - Hansen 36' - Rasmussen 90+3' | Reporte   |       | Árbitro(s): Roomer Tarajev          | Árbitro(s): Roomer Tarajev |

| 02 de octubre de 2019 | Lille                                 | 2:0 (1:0) | Chelsea | Área de Luchin, Lille      |                            |
|                       | - Fatar 45+1' (pen.) - Ouattara 90+3' | Reporte   |         | Árbitro(s): Petri Viljanen | Árbitro(s): Petri Viljanen |

| 02 de octubre de 2019 | Valencia                                 | 3:5 (1:3) | Ajax                                                        | Estadio Antonio Puchades, Valencia |                           |
|                       | - Gozálbez 26' - Montero 69' - Sotos 71' | Reporte   | - 16', 41', 59' Regeer - 23' Musampa - 52' (a.g.) Gutiérrez | Árbitro(s): Bojan Pandžić          | Árbitro(s): Bojan Pandžić |

| 23 de octubre de 2019 | Ajax | 0:1 (0:1) | Chelsea    | Sportpark De Toekomst, Ouder-Amstel |                              |
|                       |      | Reporte   | - 2' Ballo | Árbitro(s): Adrien Jaccottet        | Árbitro(s): Adrien Jaccottet |

| 23 de octubre de 2019 | Lille       | 1:0 (1:0) | Valencia | Área de Luchin, Lille               |                                     |
|                       | - Fatar 20' | Reporte   |          | Árbitro(s): Vilhjalmur Thorarinsson | Árbitro(s): Vilhjalmur Thorarinsson |

| 05 de noviembre de 2019 | Valencia           | 1:2 (0:0) | Lille               | Estadio Antonio Puchades, Valencia |                             |
|                         | - Alemañ Serna 59' | Reporte   | - 74', 86' Ouattara | Árbitro(s): Fabio Verissimo        | Árbitro(s): Fabio Verissimo |

| 05 de noviembre de 2019 | Chelsea         | 1:1 (1:0) | Ajax          | Cobham Training Centre, Surrey |                              |
|                         | - McEachran 33' | Reporte   | - 51' Douglas | Árbitro(s): Donald Robertson   | Árbitro(s): Donald Robertson |

| 27 de noviembre de 2019 | Valencia                   | 2:1 (1:1) | Chelsea        | Estadio Antonio Puchades, Valencia |                              |
|                         | - Joseda 20' - Escobar 76' | Reporte   | - 26' Lawrence | Árbitro(s): Alexander Harkam       | Árbitro(s): Alexander Harkam |

| 27 de noviembre de 2019 | Lille          | 1:2 (0:2) | Ajax                     | Área de Luchin, Lille        |                              |
|                         | - Ouattara 68' | Reporte   | - 3' Brobbey - 7' Taylor | Árbitro(s): Sergei Lapochkin | Árbitro(s): Sergei Lapochkin |

| 10 de diciembre de 2019 | Chelsea                | 1:1 (1:0) | Lille       | Cobham Training Centre, Surrey |                        |
|                         | - Ben Hamed 16' (a.g.) | Reporte   | - 88' Ramet | Árbitro(s): Rob Harvey         | Árbitro(s): Rob Harvey |

| 10 de diciembre de 2019 | Ajax         | 1:1 (0:0) | Valencia     | Sportpark De Toekomst, Ouder-Amstel |                               |
|                         | - Regeer 69' | Reporte   | - 50' Lechon | Árbitro(s): Giorgi Kruashvili       | Árbitro(s): Giorgi Kruashvili |

### Ruta de los Campeones Nacionales
Los campeones nacionales de las 32 federaciones con mejor ranking, según el de coeficientes de federaciones de la UEFA 2018, serán representados en la Liga Juvenil de la UEFA 2019-20, con jugadores sub-19. Competirán en dos rondas eliminatorias a doble partido y no habrá cabezas de serie. Los ocho ganadores pasan a los play-offs.

#### Primera ronda
Los partidos de ida se jugaron los días 2, 3, 5 y 9 de octubre, y los de vuelta los días 22, 23 y 24 de octubre de 2019.
En negrita los equipos clasificados.
| Equipo 1          | Agr.             | Equipo 2        | Ida   | Vuelta |
| ----------------- | ---------------- | --------------- | ----- | ------ |
| APOEL             | 2 – 1            | Gabala          | 1 – 1 | 1 – 0  |
| Shkëndija         | 1 – 3            | Sheriff         | 1 – 2 | 0 – 1  |
| MTK               | 1 – 3            | Zrinjski        | 1 – 1 | 0 – 2  |
| Zaragoza          | 5 – 1            | Korona          | 1 – 0 | 4 – 1  |
| Minsk             | 2 – 9            | Derby County    | 0 – 2 | 2 – 7  |
| Elfsborg          | 1 – 3            | Midtjylland     | 1 – 2 | 0 – 1  |
| Sogndal           | 4 – 2            | FC Honka        | 3 – 1 | 1 – 1  |
| ÍA                | 16 – 1           | FCI Levadia     | 4 – 0 | 12 – 1 |
| Bohemian          | 1 – 2            | PAOK            | 1 – 1 | 0 – 1  |
| Rennes            | 2 – 1            | Brodarac        | 2 – 1 | 0 – 0  |
| Young Boys        | 5 – 5            | Rangers (v)     | 3 – 3 | 2 – 2  |
| Porto             | 7 – 2            | Liepāja         | 4 – 2 | 3 – 0  |
| Viitorul          | 0 – 2            | Domžale         | 0 – 0 | 0 – 2  |
| Slovan Bratislava | 1 – 1 (4 – 2 p.) | Ludogorets      | 1 – 0 | 0 – 1  |
| Dinamo de Kiev    | 10 – 2           | Shkëndija       | 8 – 0 | 2 – 2  |
| Astana            | 1 – 4            | M. Petah-Tikvah | 1 – 0 | 0 – 4  |

##### Resultados
| 02 de octubre de 2019 | APOEL         | 1:1 (0:1) | Gabala              | Estadio Makario, Nicosia     |                              |
|                       | - Gavriel 48' | Reporte   | - 9' (a.g.) Satsias | Árbitro(s): Furkat Atazhanov | Árbitro(s): Furkat Atazhanov |

| 24 de octubre de 2019 | Gabala | 0:1 (0:0) (Global 1:2) | APOEL              | Gabala City Stadium, Qəbələ |                           |
|                       |        | Reporte                | - 55' Hadjiyiannis | Árbitro(s): Denys Shurman   | Árbitro(s): Denys Shurman |

| 02 de octubre de 2019 | Shkëndija   | 1:2 (1:2) | Sheriff              | Elbasan Arena, Elbasani        |                                |
|                       | - Ajazi 11' | Reporte   | - 21', 45+2' Danilov | Árbitro(s): Zaven Hovhannisyan | Árbitro(s): Zaven Hovhannisyan |

| 23 de octubre de 2019 | Sheriff    | 1:0 (1:0) (Global 3:1) | Shkëndija | Arena Malaya Sportivnaya, Tiráspol |                                 |
|                       | - Gaiu 32' | Reporte                |           | Árbitro(s): Matthew De Gabriele    | Árbitro(s): Matthew De Gabriele |

| 02 de octubre de 2019 | MTK        | 1:1 (0:0) | Zrinjski      | Estadio Nándor Hidegkuti, Budapest |                                |
|                       | - Kata 79' | Reporte   | - 52' Ramljak | Árbitro(s): Bram Van Driessche     | Árbitro(s): Bram Van Driessche |

| 23 de octubre de 2019 | Zrinjski                 | 2:0 (1:0) (Global 3:1) | MTK | Estadio HŠK Zrinjski, Mostar   |                                |
|                       | - Kurbaša 24' - Čoko 48' | Reporte                |     | Árbitro(s): Christopher Jaeger | Árbitro(s): Christopher Jaeger |

| 09 de octubre de 2019 | Zaragoza    | 1:0 (1:0) | Korona | Estadio de La Romareda, Zaragoza |                                 |
|                       | - Borge 43' | Reporte   |        | Árbitro(s): Kristoffer Karlsson  | Árbitro(s): Kristoffer Karlsson |

| 23 de octubre de 2019 | Korona         | 1:4 (1:1) (Global 1:5) | Zaragoza                                      | Estadio Municipal de Kielce, Kielce |                          |
|                       | - Lisowski 27' | Reporte                | - 42', 66' Monzón - 88' Vela - 90+3' Castillo | Árbitro(s): Balázs Berke            | Árbitro(s): Balázs Berke |

| 02 de octubre de 2019 | Minsk | 0:2 (0:1) | Derby County                | Estadio FC Minsk, Minsk   |                           |
|                       |       | Reporte   | - 22' (pen.), 88' Whittaker | Árbitro(s): Novak Simović | Árbitro(s): Novak Simović |

| 22 de octubre de 2019 | Derby County                                                         | 7:2 (5:0) (Global 9:2) | Minsk                        | Loughborough University, Loughborough |                                |
|                       | - Brown 4', 26' - Stretton 16', 40' - Whittaker 27', 72', 77' (pen.) | Reporte                | - 48' Zherdev - 65' Vorobyev | Árbitro(s): Kristoffer Hagenes        | Árbitro(s): Kristoffer Hagenes |

| 02 de octubre de 2019 | Elfsborg     | 1:2 (0:2) | Midtjylland               | Borås Arena, Borås           |                              |
|                       | - Iljazi 77' | Reporte   | - 21' Simsir - 45' Hansen | Árbitro(s): Dejan Jakimovksi | Árbitro(s): Dejan Jakimovksi |

| 23 de octubre de 2019 | Midtjylland    | 1:0 (0:0) (Global 3:1) | Elfsborg | MCH Arena, Herning                |                                   |
|                       | - Sørensen 82' | Reporte                |          | Árbitro(s): Manfredas Lukjancukas | Árbitro(s): Manfredas Lukjancukas |

| 02 de octubre de 2019 | Sogndal                                  | 3:1 (2:1) | FC Honka    | Fosshaugane Campus, Sogndal |                            |
|                       | - Sundberg 42' - Nord 45+1' - Halset 69' | Reporte   | - 38' Salin | Árbitro(s): Besfort Kasumi  | Árbitro(s): Besfort Kasumi |

| 24 de octubre de 2019 | FC Honka     | 1:1 (1:1) (Global 2:4) | Sogndal       | Telia 5G -areena, Helsinki |                          |
|                       | - Camara 38' | Reporte                | - 17' Solberg | Árbitro(s): Alex Troleis   | Árbitro(s): Alex Troleis |

| 02 de octubre de 2019 | ÍA                                                             | 4:0 (1:0) | Levadia | Akranesvöllur, Akranes                   |                                          |
|                       | - Þorsteinsson 22', 86' (pen.) - Theodórsson 49' - Pálsson 70' | Reporte   |         | Árbitro(s): Kári Jóannesarson Á Høvdanum | Árbitro(s): Kári Jóannesarson Á Høvdanum |

| 23 de octubre de 2019 | Levadia               | 1:12 (0:6) (Global 1:16) | ÍA | A. Le Coq Arena, Tallin              |                                      |
|                       | - Gíslason 86' (a.g.) | Reporte                  | - 1', 7', 30', 31' Wöhler - 13', 62', 65' Unnarsson - 20' (pen.) Þorsteinsson - 63' Gylfason - 77' Guðjónsson - 85' Aðalgeirsson - 88' Pálsson | Árbitro(s): Kaarlo Oskari Hämäläinen | Árbitro(s): Kaarlo Oskari Hämäläinen |

| 02 de octubre de 2019 | Bohemian    | 1:1 (1:1) | PAOK             | Dalymount Park, Dublín         |                                |
|                       | - Moylan 6' | Reporte   | - 10' Gaitanidis | Árbitro(s): Robert Ian Jenkins | Árbitro(s): Robert Ian Jenkins |

| octubre de 2019 | PAOK          | 1:0 (0:0) (Global 2:1) | Bohemian | Estadio La Tumba, Tesalónica |                           |
|                 | - Panidis 50' | Reporte                |          | Árbitro(s): Gal Leibovitz    | Árbitro(s): Gal Leibovitz |

| 02 de octubre de 2019 | Rennes                            | 2:1 (0:1) | Brodarac   | Stade De La Piverdière Nord 1, Rennes |                            |
|                       | - Picouleau 85' - Rivollier 90+6' | Reporte   | - 41' Ilić | Árbitro(s): Kai Erik Steen            | Árbitro(s): Kai Erik Steen |

| 23 de octubre de 2019 | Brodarac | 0:0 (Global 1:2) | Rennes | Sports Center of FA of Serbia, Stara Pazova |                             |
|                       |          | Reporte          |        | Árbitro(s): Dragan Petrovic                 | Árbitro(s): Dragan Petrovic |

| 03 de octubre de 2019 | Young Boys                                    | 3:3 (0:1) | Rangers                                       | Sportplatz Wyler, Berna       |                               |
|                       | - Kasongo 49' - Eberhard 75' - De Donno 90+2' | Reporte   | - 12' Patterson - 53' Finlayson - 57' Dickson | Árbitro(s): Emmanouil Skoulas | Árbitro(s): Emmanouil Skoulas |

| 23 de octubre de 2019 | Rangers                             | 2:2 (1:2) (Global 5:5) | Young Boys       | Firhill Stadium, Glasgow    |                             |
|                       | - Young-Coombes 40' - Finlayson 81' | Reporte                | - 28', 44' Maier | Árbitro(s): Erik Lambrechts | Árbitro(s): Erik Lambrechts |

| 02 de octubre de 2019 | Porto                                                      | 4:2 (1:0) | Liepāja                               | Estádio Luís Filipe Menezes, Vila Nova de Gaia |                           |
|                       | - Borges 7' - Vieira 57' - Sousa 60' - Ferreira 63' (pen.) | Reporte   | - 77' Riekstiņš - 87' (pen.) Ziemelis | Árbitro(s): Keith Kennedy                      | Árbitro(s): Keith Kennedy |

| 23 de octubre de 2019 | Liepāja | 0:3 (0:1) (Global 2:7) | Porto                                | Estadio Daugava, Liepāja  |                           |
|                       |         | Reporte                | - 28', 70' Sousa - 78' (pen.) Vieira | Árbitro(s): Rahim Hasanov | Árbitro(s): Rahim Hasanov |

| 02 de octubre de 2019 | Viitorul | 0:0     | Domžale | Estadio Viitorul, Ovidiu  |                           |
|                       |          | Reporte |         | Árbitro(s): Fyodor Zammit | Árbitro(s): Fyodor Zammit |

| 22 de octubre de 2019 | Domžale                     | 2:0 (2:0) (Global 2:0) | Viitorul | Domžale Sports Park, Domžale |                          |
|                       | - Svetlin 3' - Pantelić 41' | Reporte                |          | Árbitro(s): Nikola Popov     | Árbitro(s): Nikola Popov |

| 02 de octubre de 2019 | Slovan Bratislava | 1:0 (0:0) | Ludogorets | Tehelné pole, Bratislava      |                               |
|                       | - Potoma 50'      | Reporte   |            | Árbitro(s): Nikolas Neokleous | Árbitro(s): Nikolas Neokleous |

| 23 de octubre de 2019 | Ludogorets                              | 1:0 (1:0) (2:4 p.)(Global 1:1) | Slovan Bratislava                       | Ludogorets Training Centre, Razgrad |                             |
|                       | - Minkov 31'                            | Reporte                        |                                         | Árbitro(s): Laurent Kopriwa         | Árbitro(s): Laurent Kopriwa |
|                       |                                         | Tiros desde el punto penal     |                                         |                                     |                             |
|                       | - Minkov - Ganchev - Babaliev - Budinov |                                | - Lichý - Habodasz - Dohnanský - Potoma |                                     |                             |

| 02 de octubre de 2019 | Dinamo de Kiev                                                                                            | 8:0 (4:0) | Shkëndija | Estadio Lobanovsky Dynamo, Kiev |                          |
|                       | - Vanat 2' (pen.), 51' - Nadolskyi 13', 41' - Voloshyn 25', 75' - Shulianskyi 56' - Isaienko 90+6' (pen.) | Reporte   |           | Árbitro(s): Rauf Jabarov        | Árbitro(s): Rauf Jabarov |

| 23 de octubre de 2019 | Shkëndija                  | 2:2 (1:0) (Global 2:10) | Dinamo de Kiev                           | FFM Training Centre, Skopie |                             |
|                       | - Gashi 25' - Spahiu 90+3' | Reporte                 | - 52' (a.g.) Amzai - 90' (pen.) Voloshyn | Árbitro(s): Eldorjan Hamiti | Árbitro(s): Eldorjan Hamiti |

| 05 de octubre de 2019 | Astana         | 1:0 (1:0) | M. Petah-Tikvah | Astana Arena, Astaná            |                                 |
|                       | - Basmanov 10' | Reporte   |                 | Árbitro(s): Aleksandrs Golubevs | Árbitro(s): Aleksandrs Golubevs |

| 23 de octubre de 2019 | M. Petah-Tikvah                            | 4:0 (2:0) (Global 4:1) | Astana | Estadio Hamoshava, Petaj Tikva |                           |
|                       | - Blorian 17' - Abada 39', 82' - Bader 65' | Reporte                |        | Árbitro(s): Volen Chinkov      | Árbitro(s): Volen Chinkov |

#### Segunda ronda
Los partidos de ida se jugaron los días 4 y 6 de noviembre, y los partidos de vuelta se jugaron los días 26, 27 de noviembre y 4 de diciembre de 2019.
En negrita los equipos clasificados.
| Equipo 1       | Agr.  | Equipo 2          | Ida   | Vuelta |
| -------------- | ----- | ----------------- | ----- | ------ |
| (v) Sheriff    | 3 – 3 | Sogndal           | 2 – 0 | 1 – 3  |
| Zaragoza       | 9 – 0 | APOEL             | 5 – 0 | 4 – 0  |
| Midtjylland    | 3 – 1 | Zrinjski          | 3 – 1 | 0 – 0  |
| ÍA             | 2 – 6 | Derby County      | 1 – 2 | 1 – 4  |
| Porto          | 5 – 2 | Domžale           | 2 – 2 | 3 – 0  |
| Dinamo de Kiev | 5 – 2 | PAOK              | 3 – 0 | 2 – 2  |
| Rangers        | 4 – 1 | Slovan Bratislava | 2 – 0 | 2 – 1  |
| Rennes         | 3 – 0 | M. Petah-Tikvah   | 2 – 0 | 1 – 0  |

| 06 de noviembre de 2019 | Sheriff                  | 2:0 (1:0) | Sogndal | Arena Malaya Sportivnaya, Tiráspol |                        |
|                         | - Covali 31' - Gliga 75' | Reporte   |         | Árbitro(s): Yigal Frid             | Árbitro(s): Yigal Frid |

| 27 de noviembre de 2019 | Sogndal                                             | 3:1 (2:0) (Global 3:3) | Sheriff           | Fosshaugane Campus, Sogndal        |                                    |
|                         | - Sundberg 16' - Mannsverk 31' - Solberg 69' (pen.) | Reporte                | - 66' Ojehovschii | Árbitro(s): Ivar Orri Kristjansson | Árbitro(s): Ivar Orri Kristjansson |

| 06 de noviembre de 2019 | Zaragoza                                                                | 5:0 (3:0) | APOEL | Estadio de La Romareda, Zaragoza |                               |
|                         | - Carbonell 8' (pen.), 22', 66' (pen.) - Vela 45+1' - Marín Araiz 90+2' | Reporte   |       | Árbitro(s): Julian Weinberger    | Árbitro(s): Julian Weinberger |

| 27 de noviembre de 2019 | APOEL | 0:4 (0:3) (Global 0:9) | Zaragoza                                                   | Estadio Makario, Nicosia |                          |
|                         |       | Reporte                | - 16' Hernández - 24' Jiménez - 45+2' Castillo - 57' Conte | Árbitro(s): Juxhin Xhaja | Árbitro(s): Juxhin Xhaja |

| 04 de noviembre de 2019 | Midtjylland                               | 3:1 (1:0) | Zrinjski | MCH Arena, Herning         |                            |
|                         | - Sørensen 15' - Hansen 60' - Isaksen 81' | Reporte   | - Tuka   | Árbitro(s): Kaspar Sjöberg | Árbitro(s): Kaspar Sjöberg |

| 26 de noviembre de 2019 | Zrinjski | 0:0 (Global 1:3) | Midtjylland | Estadio HŠK Zrinjski, Mostar |                             |
|                         |          | Reporte          |             | Árbitro(s): Vitaliy Romanov  | Árbitro(s): Vitaliy Romanov |

| 06 de noviembre de 2019 | ÍA            | 1:2 (0:2) | Derby County                 | Víkingsvöllur, Reykjavík   |                            |
|                         | - Ingason 72' | Reporte   | - 16' Ebosele - 39' Stretton | Árbitro(s): Lionel Tschudi | Árbitro(s): Lionel Tschudi |

| 27 de noviembre de 2019 | Derby County                                 | 4:1 (3:0) (Global 6:2) | ÍA                        | Pride Park Stadium, Derby |                          |
|                         | - Knight 12', 42' - Stretton 20' - Brown 63' | Reporte                | - 71' (pen.) Þorsteinsson | Árbitro(s): Tim Marshall  | Árbitro(s): Tim Marshall |

| 06 de noviembre de 2019 | Porto                         | 2:2 (0:0) | Domžale                            | Estádio Luís Filipe Menezes, Vila Nova de Gaia |                             |
|                         | - Moreira 78' - Esteves 90+4' | Reporte   | - 62' (pen.) Svetlin - 90+8' Pišek | Árbitro(s): Nicolas Laforge                    | Árbitro(s): Nicolas Laforge |

| 27 de noviembre de 2019 | Domžale | 0:3 (0:1) (Global 2:5) | Porto                                  | Domžale Sports Park, Domžale      |                                   |
|                         |         | Reporte                | - 6' Sousa - 77' Valente - 82' Moreira | Árbitro(s): Anastasios Papapetrou | Árbitro(s): Anastasios Papapetrou |

| 06 de noviembre de 2019 | Dinamo de Kiev                                          | 3:0 (2:0) | PAOK | Estadio Lobanovsky Dynamo, Kiev |                             |
|                         | - Tsitaishvili 10' (pen.), 45+1' (pen.) - Nadolskyi 76' | Reporte   |      | Árbitro(s): Milovan Milacic     | Árbitro(s): Milovan Milacic |

| 27 de noviembre de 2019 | PAOK                               | 2:2 (2:0) (Global 2:5) | Dinamo de Kiev                  | Estadio La Tumba, Tesalónica |                           |
|                         | - Doumtsis 14' (pen.) - Tzolis 22' | Reporte                | - 90+3' Isaienko - 90+6' Yarosh | Árbitro(s): Novak Simović    | Árbitro(s): Novak Simović |

| 06 de noviembre de 2019 | Rangers                          | 2:0 (1:0) | Slovan Bratislava | Firhill Stadium, Glasgow |                         |
|                         | - Mebude 28' - Young-Coombes 51' | Reporte   |                   | Árbitro(s): Rohit Saggi  | Árbitro(s): Rohit Saggi |

| 27 de noviembre de 2019 | Slovan Bratislava | 1:2 (1:1) (Global 1:4) | Rangers                    | Estadio Pasienky, Bratislava |                        |
|                         | - Tóth 34'        | Reporte                | - 45+2', 53' Young-Coombes | Árbitro(s): Pavel Orel       | Árbitro(s): Pavel Orel |

| 06 de noviembre de 2019 | Rennes                          | 2:0 (1:0) | M. Petah-Tikvah | Stade De La Piverdière Nord 1, Rennes |                       |
|                         | - Boey 43' (pen.) - Waflart 85' | Reporte   |                 | Árbitro(s): Genc Nuza                 | Árbitro(s): Genc Nuza |

| 27 de noviembre de 2019 | M. Petah-Tikvah | 1:2 (1:1) (Global 1:4) | Rennes                     | Estadio Pasienky, Bratislava |                        |
|                         | - Tóth 34'      | Reporte                | - 45+2', 53' Young-Coombes | Árbitro(s): Pavel Orel       | Árbitro(s): Pavel Orel |

## Play offs
El sorteo de los play-offs se celebró el 16 de diciembre de 2019 a las 14:00 CET (UTC + 1), en la sede de la UEFA en Nyon, Suiza. Los ocho ganadores de la segunda ronda de la Ruta de los Campeones Nacionales se sortearon contra los ocho finalistas de grupo de la Ruta de la Liga de Campeones de la UEFA. Los equipos de la misma asociación no pueden enfrentarse entre sí.
Cada llave se juega en un solo partido. Si el marcador está empatado después del tiempo completo, el partido se decide mediante una tanda de penaltis (no se juega tiempo extra).
Los play-offs se jugaron los días 11 y 12 de febrero de 2020. Los ocho ganadores de la eliminatoria avanzaron a los octavos de final, donde se les unieron los ocho ganadores de grupo de la ruta de la UEFA Champions League.
| Equipo 1       | Resultado        | Equipo 2           |
| -------------- | ---------------- | ------------------ |
| Derby County   | 3 – 1            | Borussia Dortmund  |
| Porto          | 1 – 1 (6–7 p.)   | Salzburgo          |
| Zaragoza       | 1 – 3            | Lyon               |
| Dinamo de Kiev | 0 – 0 (3 – 4 p.) | Dinamo Zagreb      |
| Sheriff        | 0 – 0 (2 – 4 p.) | Estrella Roja      |
| Rangers        | 0 – 4            | Atlético de Madrid |
| Midtjylland    | 1 – 1 (7 – 6 p.) | Lille              |
| Rennes         | 1 – 1 (5 – 3 p.) | Brujas             |

### Resultados
| 11 de febrero de 2020 | Derby County                            | 3:1 (0:0) | Borussia Dortmund | Pride Park Stadium, Derby |                          |
|                       | - Cashin 47' - Brown 51' - Sibley 90+5' | Reporte   | - 62' Khadra      | Árbitro(s): Kevin Clancy  | Árbitro(s): Kevin Clancy |

| 12 de febrero de 2020 | Porto                                                                                          | 1:1 (1:1) (6:7 p.)         | Salzburgo                                                                             | Estádio Luís Filipe Menezes, Vila Nova de Gaia |                              |
|                       | - Vieira 39' (pen.)                                                                            | Reporte                    | - 23' Affengruber                                                                     | Árbitro(s): Halil Umut Meler                   | Árbitro(s): Halil Umut Meler |
|                       |                                                                                                | Tiros desde el punto penal |                                                                                       |                                                |                              |
|                       | - Vieira - Sousa - Valente - Moreira - L. Faustino - Pereira - Justiniano - Pinheiro - Meixedo |                            | - Pokorny - Prass - Sučić - Adamu - Affengruber - Oroz - Seiwald - Adeyemi - Wallison |                                                |                              |

| 12 de febrero de 2020 | Zaragoza               | 1:3 (1:0) | Lyon                             | Estadio de La Romareda, Zaragoza |                              |
|                       | - Hernández Tarroc 28' | Reporte   | - 69', 90+4' Gouiri - 80' Thomas | Árbitro(s): Sascha Stegemann     | Árbitro(s): Sascha Stegemann |

| 12 de febrero de 2020 | Dinamo de Kiev                                              | 0:0 (3:4 p.)               | Dinamo Zagreb                                        | Estadio Lobanovsky Dynamo, Kiev |                             |
|                       |                                                             | Reporte                    |                                                      | Árbitro(s): Dumitri Muntean     | Árbitro(s): Dumitri Muntean |
|                       |                                                             | Tiros desde el punto penal |                                                      |                                 |                             |
|                       | - Nadolskyi - Isaienko - Tsitaishvili - Zabarnyi - Voloshyn |                            | - Julardžija - Janković - Šipoš - Gvardiol - Karrica |                                 |                             |

| 12 de febrero de 2020 | Sheriff                                 | 0:0 (2:4 p.)               | Estrella Roja                            | Arena Malaya Sportivnaya, Tiráspol |                         |
|                       |                                         | Reporte                    |                                          | Árbitro(s): Ádám Farkas            | Árbitro(s): Ádám Farkas |
|                       |                                         | Tiros desde el punto penal |                                          |                                    |                         |
|                       | - Cesnocov - Gliga - Macalici - Ignatov |                            | - Burmaz - Matić - Blagojević - Mitrović |                                    |                         |

| 12 de febrero de 2020 | Rangers | 0:4 (0:1) | Atlético de Madrid                                | Firhill Stadium, Glasgow   |                            |
|                       |         | Reporte   | - 6' Lama - 48' Quintana - 78' Soriano - 89' Soto | Árbitro(s): Jérôme Brisard | Árbitro(s): Jérôme Brisard |

| 12 de febrero de 2020 | Midtjylland                                                                | 1:1 (1:0) (7:6 p.)         | Lille                                                                     | MCH Arena, Herning          |                             |
|                       | - Madsen 14' (pen.)                                                        | Reporte                    | - 61' (pen.) Niasse                                                       | Árbitro(s): Robert Hennessy | Árbitro(s): Robert Hennessy |
|                       |                                                                            | Tiros desde el punto penal |                                                                           |                             |                             |
|                       | - Hannola - Damtoft - Hansen - Isaksen - Nwadike - Anker - Dyhr - Sørensen |                            | - Niasse - Camara - Nlandu - Ceita - Ouattara - Ascone - Diedhiou - Kanda |                             |                             |

| 12 de febrero de 2020 | Rennes                                              | 1:1 (1:0) (5:3 p.)         | Brujas                                      | Stade De La Piverdière Nord 1, Rennes     |                                           |
|                       | - Francoise 17'                                     | Reporte                    | - 61' (pen.) De Wolf                        | Árbitro(s): Mads-Kristoffer Kristoffersen | Árbitro(s): Mads-Kristoffer Kristoffersen |
|                       |                                                     | Tiros desde el punto penal |                                             |                                           |                                           |
|                       | - Picouleau - Abline - Tchaouna - Doucoure - Rutter |                            | - Aelterman - De Wolf - De Cuyper - Ochieng |                                           |                                           |

## Cuadro final
|  | Octavos de final   | Octavos de final |                |       | Cuartos de final | Cuartos de final |  |  | Semifinales | Semifinales |  |  | Final | Final |
|  |                    |                  |                |       |                  |                  |  |  |             |             |  |  |       |       |
|  | 4 de marzo         |                  |                |       |                  |                  |  |  |             |             |  |  |       |       |
|  |                    |                  |                |       |                  |                  |  |  |             |             |  |  |       |       |
|  | Bayern de Múnich   | 2 (5)            |                |       |                  |                  |  |  |             |             |  |  |       |       |
|  | Bayern de Múnich   | 2 (5)            | 18 de agosto   |       |                  |                  |  |  |             |             |  |  |       |       |
|  | Dinamo Zagreb (p)  | 2 (6)            |                |       |                  |                  |  |  |             |             |  |  |       |       |
|  | Dinamo Zagreb (p)  | 2 (6)            | Dinamo Zagreb  | 1     |                  |                  |  |  |             |             |  |  |       |       |
|  | 3 de marzo         |                  | Dinamo Zagreb  | 1     |                  |                  |  |  |             |             |  |  |       |       |
|  |                    | Benfica          | 3              |       |                  |                  |  |  |             |             |  |  |       |       |
|  | Benfica            | Benfica          | 3              | 4     |                  |                  |  |  |             |             |  |  |       |       |
|  | Benfica            |                  | 22 de agosto   | 4     |                  |                  |  |  |             |             |  |  |       |       |
|  | Liverpool          | 1                |                |       |                  |                  |  |  |             |             |  |  |       |       |
|  | Liverpool          | 1                | Benfica        | 3     |                  |                  |  |  |             |             |  |  |       |       |
|  | 4 de marzo         |                  | Benfica        | 3     |                  |                  |  |  |             |             |  |  |       |       |
|  |                    | Ajax             | 0              |       |                  |                  |  |  |             |             |  |  |       |       |
|  | Estrella Roja      | Ajax             | 0              | 0     |                  |                  |  |  |             |             |  |  |       |       |
|  | Estrella Roja      | 18 de agosto     |                | 0     |                  |                  |  |  |             |             |  |  |       |       |
|  | Midtjylland        | 3                |                |       |                  |                  |  |  |             |             |  |  |       |       |
|  | Midtjylland        | 3                | Midtjylland    | 1     |                  |                  |  |  |             |             |  |  |       |       |
|  | 3 de marzo         |                  | Midtjylland    | 1     |                  |                  |  |  |             |             |  |  |       |       |
|  |                    | Ajax             | 3              |       |                  |                  |  |  |             |             |  |  |       |       |
|  | Ajax (p)           | Ajax             | 3              | 0 (6) |                  |                  |  |  |             |             |  |  |       |       |
|  | Ajax (p)           |                  | 25 de agosto   | 0 (6) |                  |                  |  |  |             |             |  |  |       |       |
|  | Atlético de Madrid | 0 (5)            |                |       |                  |                  |  |  |             |             |  |  |       |       |
|  | Atlético de Madrid | 0 (5)            | Benfica        | 2     |                  |                  |  |  |             |             |  |  |       |       |
|  | 4 de marzo         |                  | Benfica        | 2     |                  |                  |  |  |             |             |  |  |       |       |
|  |                    | Real Madrid      | 3              |       |                  |                  |  |  |             |             |  |  |       |       |
|  | Salzburgo          | Real Madrid      | 3              | 4     |                  |                  |  |  |             |             |  |  |       |       |
|  | Salzburgo          | 19 de agosto     |                | 4     |                  |                  |  |  |             |             |  |  |       |       |
|  | Derby County       | 1                |                |       |                  |                  |  |  |             |             |  |  |       |       |
|  | Derby County       | 1                | Salzburgo      | 4     |                  |                  |  |  |             |             |  |  |       |       |
|  | 10 de marzo        |                  | Salzburgo      | 4     |                  |                  |  |  |             |             |  |  |       |       |
|  |                    | Lyon             | 3              |       |                  |                  |  |  |             |             |  |  |       |       |
|  | Atalanta           | Lyon             | 3              | 3 (3) |                  |                  |  |  |             |             |  |  |       |       |
|  | Atalanta           |                  | 22 de agosto   | 3 (3) |                  |                  |  |  |             |             |  |  |       |       |
|  | Lyon (p)           | 3 (5)            |                |       |                  |                  |  |  |             |             |  |  |       |       |
|  | Lyon (p)           | 3 (5)            | Salzburgo      | 1     |                  |                  |  |  |             |             |  |  |       |       |
|  | 16 de agosto       |                  | Salzburgo      | 1     |                  |                  |  |  |             |             |  |  |       |       |
|  |                    | Real Madrid      | 2              |       |                  |                  |  |  |             |             |  |  |       |       |
|  | Inter de Milán     | Real Madrid      | 2              | 1     |                  |                  |  |  |             |             |  |  |       |       |
|  | Inter de Milán     | 19 de agosto     |                | 1     |                  |                  |  |  |             |             |  |  |       |       |
|  | Rennes             | 0                |                |       |                  |                  |  |  |             |             |  |  |       |       |
|  | Rennes             | 0                | Inter de Milán | 0     |                  |                  |  |  |             |             |  |  |       |       |
|  | 16 de agosto       |                  | Inter de Milán | 0     |                  |                  |  |  |             |             |  |  |       |       |
|  |                    | Real Madrid      | 3              |       |                  |                  |  |  |             |             |  |  |       |       |
|  | Juventus           | Real Madrid      | 3              | 1     |                  |                  |  |  |             |             |  |  |       |       |
|  | Juventus           |                  |                | 1     |                  |                  |  |  |             |             |  |  |       |       |
|  | Real Madrid        | 3                |                |       |                  |                  |  |  |             |             |  |  |       |       |
|  | Real Madrid        | 3                |                |       |                  |                  |  |  |             |             |  |  |       |       |

### Octavos de final
| 04 de marzo de 2020 | Bayern de Múnich                                                               | 2:2 (1:2) (5:6 p.)         | Dinamo Zagreb                                                                     | FC Bayern Campus, Múnich     |                              |
|                     | - Dajaku 36' - Gvardiol 88' (a.g.)                                             | Reporte                    | - 2' Krizmanić - 29' Karrica                                                      | Árbitro(s): Donald Robertson | Árbitro(s): Donald Robertson |
|                     |                                                                                | Tiros desde el punto penal |                                                                                   |                              |                              |
|                     | - Batista Meier - Booth - Daniliuc - Tillman - Dajaku - Cuni - Günther - Rhein |                            | - Godoy - Šutalo - Franjić - Julardžija - Krizmanić - Gvardiol - Janković - Hrvoj |                              |                              |

| 03 de marzo de 2020 | Benfica                                            | 4:1 (3:1) | Liverpool    | Caixa Futebol Campus, Seixal |                            |
|                     | - Ramos 13', 59' - Dantas 22' (pen.) - Tavares 26' | Reporte   | - 38' Morton | Árbitro(s): Michael Fabbri   | Árbitro(s): Michael Fabbri |

| 04 de marzo de 2020 | Estrella Roja | 0:3 (0:1) | Midtjylland                             | Estadio Voždovac, Belgrado        |                                   |
|                     |               | Reporte   | - 43' (pen.) Madsen - 66', 74' Sørensen | Árbitro(s): Trustin Farrugia Cann | Árbitro(s): Trustin Farrugia Cann |

| 03 de marzo de 2020 | Ajax                                                                          | 0:0 (6:5 p.)               | Atlético de Madrid                                                          | De Toekomst, Duivendrecht |                          |
|                     |                                                                               | Reporte                    |                                                                             | Árbitro(s): Glenn Nyberg  | Árbitro(s): Glenn Nyberg |
|                     |                                                                               | Tiros desde el punto penal |                                                                             |                           |                          |
|                     | - Timber - Ünüvar - Taylor - Kasanwirjo - Hansen - Douglas - Pinas - Reiziger |                            | - Quintana - Lorenzo - Ajenjo - Medrano - Riquelme - Jeronimo - Soto - Cova |                           |                          |

| 04 de marzo de 2020 | Salzburgo                                     | 4:1 (2:1) | Derby County | Untersberg Arena, Grödig      |                               |
|                     | - Seiwald 3' - Adamu 45+1', 70' - Sučić 90+4' | Reporte   | - 17' Wilson | Árbitro(s): Giorgi Kruashvili | Árbitro(s): Giorgi Kruashvili |

| 10 de marzo de 2020 | Atalanta                            | 3:3 (2:1) (3:5 p.)         | Lyon                                            | Centro Tecnico Federale Coverciano, Florencia |                        |
|                     | - Piccoli 20', 81' - Cambiaghi 30'  | Reporte                    | - 33' Gouiri - 47' Duku - 90+4' Cherki          | Árbitro(s): Fran Jović                        | Árbitro(s): Fran Jović |
|                     |                                     | Tiros desde el punto penal |                                                 |                                               |                        |
|                     | - Guth - Brogni - Piccoli - Ruggeri |                            | - Benaissa - Cherki - Da Silva - Wissa - Gouiri |                                               |                        |

| 16 de agosto de 2020 | Inter de Milán | 1:0 (0:0) | Rennes | Centre Sportif de Colovray, Nyon         |                                          |
|                      | - Casadei 78'  | Reporte   |        | Árbitro(s): João Pedro da Silva Pinheiro | Árbitro(s): João Pedro da Silva Pinheiro |

| 16 de agosto de 2020 | Juventus    | 1:3 (1:2) | Real Madrid                            | Centre Sportif de Colovray, Nyon |                              |
|                      | - Tongya 3' | Reporte   | - 31' Arribas - 32' Dotor - 57' Latasa | Árbitro(s): Halil Umut Meler     | Árbitro(s): Halil Umut Meler |

### Cuartos de final
| 18 de agosto de 2020 | Dinamo Zagreb | 1:3 (1:1) | Benfica                       | Centre Sportif de Colovray, Nyon |                            |
|                      | - Karrica 16' | Reporte   | - 37' Araújo - 53', 59' Ramos | Árbitro(s): Horatiu Fesnic       | Árbitro(s): Horatiu Fesnic |

| 18 de agosto de 2020 | Midtjylland           | 1:3 (0:1) | Ajax                                     | Centre Sportif de Colovray, Nyon  |                                   |
|                      | - Reiziger 74' (a.g.) | Reporte   | - 38' Rasmussen - 52' Hansen - 77' Ideho | Árbitro(s): Anastasios Papapetrou | Árbitro(s): Anastasios Papapetrou |

| 19 de agosto de 2020 | Salzburgo                          | 4:3 (2:1) | Lyon                                     | Centre Sportif de Colovray, Nyon |                            |
|                      | - Okoh 40' - Adamu 45+1', 54', 55' | Reporte   | - 30' Soumare - 71' Da Silva - 78' Wissa | Árbitro(s): Donatas Rumšas       | Árbitro(s): Donatas Rumšas |

| 19 de agosto de 2020 | Inter de Milán | 0:3 (0:0) | Real Madrid                                     | Centre Sportif de Colovray, Nyon |                              |
|                      |                | Reporte   | - 64' Park - 76' (pen.) Gutiérrez - 83' Morante | Árbitro(s): Sascha Stegemann     | Árbitro(s): Sascha Stegemann |

### Semifinales
| 22 de agosto de 2020 | Benfica                                       | 3:0 (1:0) | Ajax | Centre Sportif de Colovray, Nyon |                           |
|                      | - Araújo 42' - Embaló 75' - Dantas 79' (pen.) | Reporte   |      | Árbitro(s): Antti Munukka        | Árbitro(s): Antti Munukka |

| 22 de agosto de 2020 | Salzburgo          | 1:2 (0:2) | Real Madrid                 | Centre Sportif de Colovray, Nyon |                        |
|                      | - Sučić 50' (pen.) | Reporte   | - 4' Latasa - 32' Gutiérrez | Árbitro(s): Pavel Orel           | Árbitro(s): Pavel Orel |

### Final
| 25 de agosto de 2020 | Benfica          | 2:3 (0:2) | Real Madrid                                       | Centre Sportif de Colovray, Nyon |                            |
|                      | - 49', 57' Ramos | Reporte   | - 26' Rodríguez - 45' (a.g.) Jocú - 50' Gutiérrez | Árbitro(s): Chris Kavanagh       | Árbitro(s): Chris Kavanagh |

| 1          | POR        | Leobrian Kokubo                |       |
| 2          | DEF        | Filipe Cruz                    | 46'   |
| 3          | DEF        | Tomás Araújo                   | 90+1' |
| 4          | DEF        | Morato                         |       |
| 5          | DEF        | João Ferreira                  |       |
| 6          | MED        | Henrique Jocú                  | 46'   |
| 9          | MED        | Gonçalo Ramos                  |       |
| 10         | MED        | Tiago Dantas                   |       |
| 7          | DEL        | Umaro Embaló                   | 63'   |
| 8          | DEL        | Henrique Araújo                |       |
| 11         | DEL        | Tiago Araújo                   |       |
| Entrenador | Entrenador | Luis Manuel Ferreira De Castro |       |

| 25         | POR        | Luis López           |     |
| 2          | DEF        | Sergio Santos        |     |
| 3          | DEF        | Miguel Gutiérrez     | 66' |
| 4          | DEF        | Pablo Ramon          |     |
| 5          | DEF        | Víctor Chust         |     |
| 6          | MED        | Antonio Blanco       |     |
| 7          | MED        | Marvin Park          | 65' |
| 8          | MED        | Carlos Dotor         | 73' |
| 22         | MED        | Sergio Arribas       |     |
| 23         | MED        | Iván Morante         | 73' |
| 26         | DEL        | Pablo Rodríguez      | 30' |
| Entrenador | Entrenador | Raúl González Blanco |     |

| 15 | MED | Rafael Brito   | 46'   |
| 17 | MED | Ronaldo Camará | 46'   |
| 18 | DEL | Luis Lopes     | 63'   |
| 16 | MED | Martim Neto    | 90+1' |

| 11 | MED | Jordi           | 30' |
| 14 | MED | Xavier Sintes   | 65' |
| 12 | DEF | Álvaro Carrillo | 66' |
| 27 | MED | Peter González  | 73' |
| 20 | DEL | Óscar Aranda    | 73' |

| Anotado | 49' | Gonçalo Ramos | 1-2 |
| Anotado | 57' | Gonçalo Ramos | 2-3 |

| Anotado           | 26' | Pablo Rodríguez  | 0-1 |
| Anotado · Autogol | 45' | Henrique Jocú    | 0-2 |
| Anotado           | 50' | Miguel Gutiérrez | 1-3 |

| Amonestado | 62' | Umaro Embaló    |
| Amonestado | 75' | Leobrian Kokubo |
| Amonestado | 88' | Rafael Brito    |

| Amonestado | 22'   | Pablo Ramon     |
| Amonestado | 45+3' | Antonio Blanco  |
| Amonestado | 76'   | Sergio Arribas  |
| Amonestado | 90+1' | Álvaro Carrillo |

| Árbitro:             | Chris Kavanagh      |
| Árbitros asistentes: | Daniel Richard Cook |
| Árbitros asistentes: | Sian Massey         |
| Cuarto árbitro:      | David Coote         |
| Reporte              |                     |

| 1          | POR        | Leobrian Kokubo                |       |
| 2          | DEF        | Filipe Cruz                    | 46'   |
| 3          | DEF        | Tomás Araújo                   | 90+1' |
| 4          | DEF        | Morato                         |       |
| 5          | DEF        | João Ferreira                  |       |
| 6          | MED        | Henrique Jocú                  | 46'   |
| 9          | MED        | Gonçalo Ramos                  |       |
| 10         | MED        | Tiago Dantas                   |       |
| 7          | DEL        | Umaro Embaló                   | 63'   |
| 8          | DEL        | Henrique Araújo                |       |
| 11         | DEL        | Tiago Araújo                   |       |
| Entrenador | Entrenador | Luis Manuel Ferreira De Castro |       |

| 25         | POR        | Luis López           |     |
| 2          | DEF        | Sergio Santos        |     |
| 3          | DEF        | Miguel Gutiérrez     | 66' |
| 4          | DEF        | Pablo Ramon          |     |
| 5          | DEF        | Víctor Chust         |     |
| 6          | MED        | Antonio Blanco       |     |
| 7          | MED        | Marvin Park          | 65' |
| 8          | MED        | Carlos Dotor         | 73' |
| 22         | MED        | Sergio Arribas       |     |
| 23         | MED        | Iván Morante         | 73' |
| 26         | DEL        | Pablo Rodríguez      | 30' |
| Entrenador | Entrenador | Raúl González Blanco |     |

| 15 | MED | Rafael Brito   | 46'   |
| 17 | MED | Ronaldo Camará | 46'   |
| 18 | DEL | Luis Lopes     | 63'   |
| 16 | MED | Martim Neto    | 90+1' |

| 11 | MED | Jordi           | 30' |
| 14 | MED | Xavier Sintes   | 65' |
| 12 | DEF | Álvaro Carrillo | 66' |
| 27 | MED | Peter González  | 73' |
| 20 | DEL | Óscar Aranda    | 73' |

| Anotado | 49' | Gonçalo Ramos | 1-2 |
| Anotado | 57' | Gonçalo Ramos | 2-3 |

| Anotado           | 26' | Pablo Rodríguez  | 0-1 |
| Anotado · Autogol | 45' | Henrique Jocú    | 0-2 |
| Anotado           | 50' | Miguel Gutiérrez | 1-3 |

| Amonestado | 62' | Umaro Embaló    |
| Amonestado | 75' | Leobrian Kokubo |
| Amonestado | 88' | Rafael Brito    |

| Amonestado | 22'   | Pablo Ramon     |
| Amonestado | 45+3' | Antonio Blanco  |
| Amonestado | 76'   | Sergio Arribas  |
| Amonestado | 90+1' | Álvaro Carrillo |

| Árbitro:             | Chris Kavanagh      |
| Árbitros asistentes: | Daniel Richard Cook |
| Árbitros asistentes: | Sian Massey         |
| Cuarto árbitro:      | David Coote         |
| Reporte              |                     |

| Campeón de la Liga Juvenil 2019-20 |
| Bandera de España                  |
| Real Madrid 1.er título            |

## Máximos goleadores
| Pos. | Futbolista        | Equipo            | Goles | Goles | Goles | Goles |
| Pos. | Futbolista        | Equipo            | FG    | RC    | PO    | Total |
| ---- | ----------------- | ----------------- | ----- | ----- | ----- | ----- |
| 1    | Roberto Piccoli   | Atalanta          | 6     | —     | 2     | 8     |
| 1    | Gonçalo Ramos     | Benfica           | 2     | —     | 6     | 8     |
| 3    | Chukwubuike Adamu | Red Bull Salzburg | 1     | —     | 5     | 6     |
| 3    | Troy Parrott      | Tottenham Hotspur | 6     | —     | —     | 6     |
| 3    | Luka Sučić        | Red Bull Salzburg | 4     | —     | 2     | 6     |
| 6    | Rayan Cherki      | Lyon              | 4     | —     | 1     | 5     |
| 6    | Tiago Dantas      | Benfica           | 3     | —     | 2     | 5     |
| 6    | Curtis Jones      | Liverpool         | 5     | —     | 0     | 5     |
| 6    | Youri Regeer      | Ajax              | 5     | —     | 0     | 5     |
| 6    | Morgan Whittaker  | Derby County      | —     | 5     | 0     | 5     |

Notas
- — denota que el equipo no participó en esta fase